# Terminal Intermodal Sacomã
O Terminal Intermodal Sacomã é um  intercambiador de transportes de São Paulo que interliga a Estação Sacomã, da Linha 2–Verde do Metrô, e o Terminal Sacomã, que atende ao Expresso Tiradentes, além de abrigar diversas linhas municipais vindas de outras regiões da capital paulista, e intermunicipais vindas do ABC Paulista.

## Terminal de ônibus
O Terminal Sacomã foi inaugurado no dia 8 de março de 2007, e forma juntamente com os terminais Mercado e Vila Prudente, o Expresso Tiradentes, um corredor exclusivo para ônibus. Serve como ponto de partida de outras linhas municipais e também de diversas linhas intermunicipais com destino a São Bernardo do Campo, Santo André e outras cidades da Região do Grande ABC Paulista. Antes da inauguração deste terminal rodo-metroviário, boa parte das linhas municipais (da SPTrans) tinham ponto final no Terminal Parque Dom Pedro II, no centro de São Paulo. E estas linhas percorriam boa parte da Avenida do Estado, por onde hoje passa o Expresso Tiradentes, até chegarem à região do Ipiranga. Já as linhas com destino ao ABC, tinham como ponto de partida a região do Glicério, na Liberdade e a praça Fernando Costa, próxima a este Terminal, na região da Rua 25 de Março.

## Estação de metrô
A Estação Sacomã foi inaugurada em operação assistida em 10 de janeiro de 2010, com horário restrito entre 10h30 e 15 horas, e, posteriormente, a partir do dia 22, das 10 às 16 horas. A cerimônia de inauguração ocorreu dia 30 de janeiro, quando também passou a operar em horário integral e quando se iniciou a cobrança de tarifa, decretando o fim do período de operação assistida. Foi a estação terminal de sua linha até a inauguração da Estação Vila Prudente.
A estação está localizada em uma confluência entre as Ruas Bom Pastor, Greenfeld e Agostinho Gomes, no distrito do Ipiranga.

### Construção

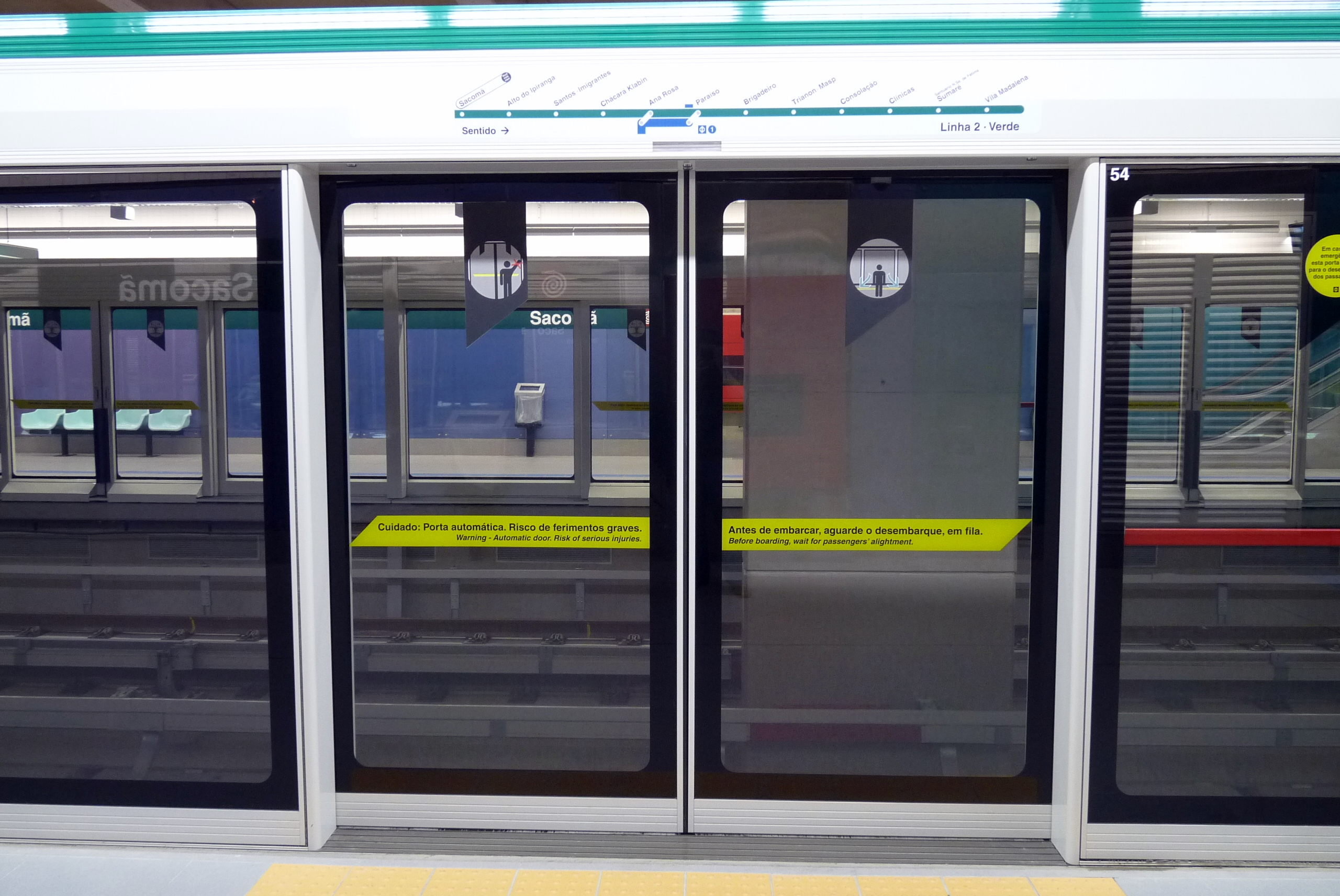
A Estação Sacomã foi a primeira a utilizar portas de plataforma no Metrô de São Paulo

Nessa estação, o Metrô trouxe algumas novidades tecnológicas, entre as quais destacam-se as portas transparentes nas plataformas de embarque, que diminuem o risco de acidentes na via e os bloqueios de vidro com abertura automática, que substituem as tradicionais catracas. A estação conta ainda com um sistema de umidificação do ar para ventilar seu interior. Essas novidades estavam sendo adotadas também nas estações que estavam em construção.
Durante a construção alguns prédios vizinhos foram danificados, e uma parte dos prejuízos foi ressarcida pelo Metrô. Quando da inauguração, a empresa divulgou diversos cartazes publicitários, cuja foto, alterada no Photoshop, eliminava prédios vizinhos, postes e fios, o que gerou uma reportagem do Jornal da Tarde questionando-a em 5 de março de 2010. O Metrô confirmou que a foto foi "retocada para destacar a imagem".
Três anos após a inauguração, a estação tinha várias goteiras, o que obrigou o Metrô a desligar uma escada rolante, que poderia quebrar devido à água que caía. Uma reportagem do jornal O Estado de S. Paulo contou sete goteiras, que pingavam mesmo em um dia sem chuva e formavam poças d'água, incluindo uma com cerca de três metros de largura. O Metrô divulgou, então, nota sobre o caso: "A presença de goteiras na Estação Sacomã é decorrente de infiltração nas juntas de dilatação da cobertura, agravada pelas fortes chuvas de verão. O problema já está sendo tratado pela equipe de manutenção da companhia. A referida escada rolante está temporariamente inoperante pelo mesmo motivo, e a sua normalização está prevista para o mês de abril."

### Obras de arte

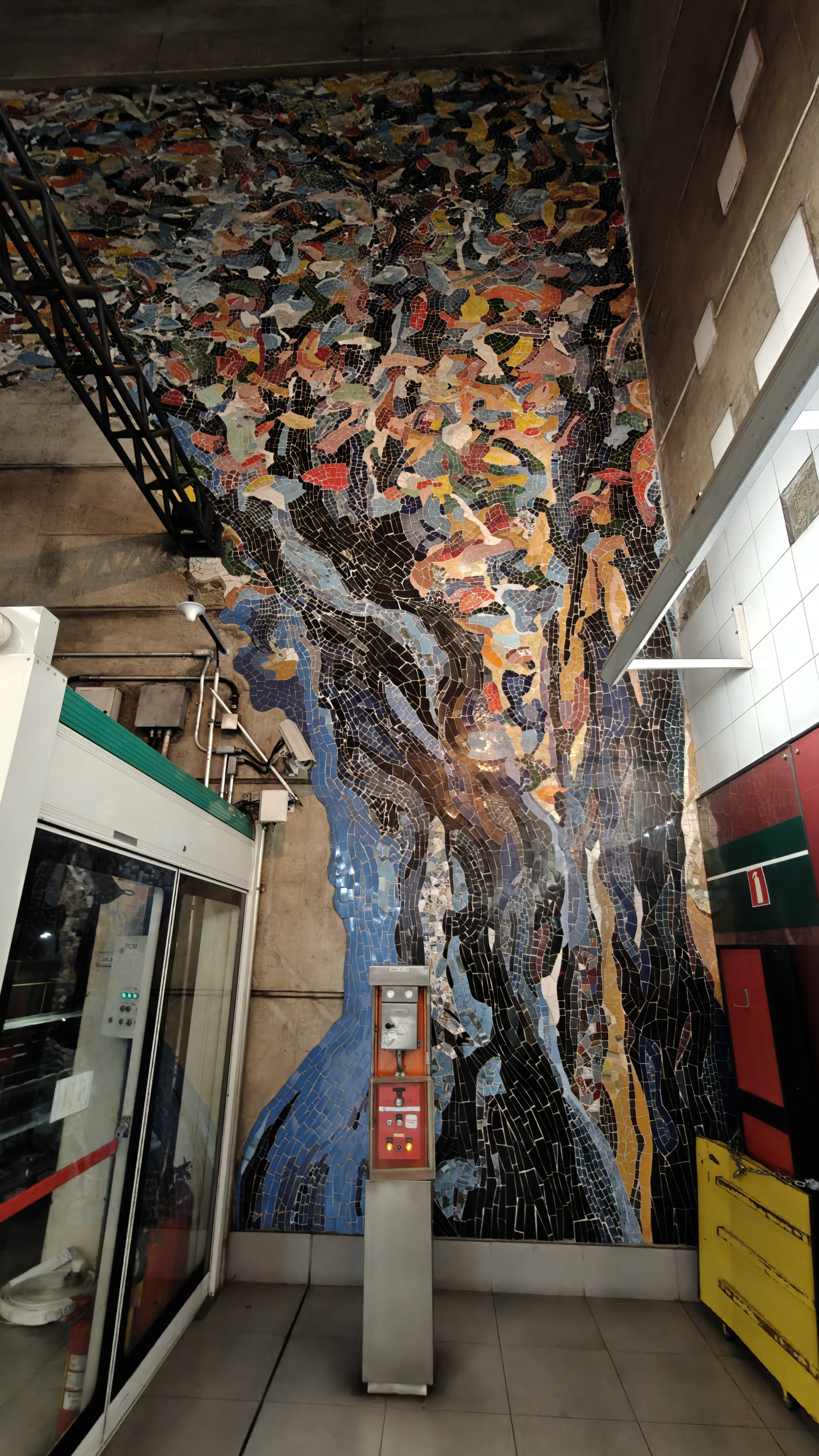
"Árvore Subterrânea" de Alberto Nicolau (2010).

- "Árvore Subterrânea" (painel), Alberto Nicolau, mosaico (2010), resíduos cerâmicos (112,00 m²), instalado na parede ao fundo da plataforma de embarque.[10]

### Tabelas
| Linha   | Terminais                     | Estações | Principais destinos                                                                          | Funcionamento                                                 |
| ------- | ----------------------------- | -------- | -------------------------------------------------------------------------------------------- | ------------------------------------------------------------- |
| 2 Verde | Vila Madalena ↔ Vila Prudente | 14       | Vila Madalena, Clínicas, Bela Vista, Paraíso, Vila Mariana, Cursino, Ipiranga, Vila Prudente | Diariamente, das 4h40 à 0h24; Sábados até a 1 hora de domingo |

| Sigla | Estação | Inauguração           | Capacidade       | Integração                                                   | Plataformas | Posição     | Notas |
| ----- | ------- | --------------------- | ---------------- | ------------------------------------------------------------ | ----------- | ----------- | --- |
| SAC   | Sacomã  | 10 de janeiro de 2010 | 30 000 hora/pico | Bilhete Único da SPTrans Expresso Tiradentes Terminal Sacomã | Lateral     | Subterrânea | A estação tem ligação com o terminal Sacomã. Está localizada na rua GreenFeld, entre as ruas Bom Pastor e Lino Coutinho |